# Maia (castrum)
Maia o Mais  è stato un castrum romano lungo il Vallo di Adriano; situato ove sorge la moderna Bowness-on-Solway, in Cumbria, era il forte più occidentale del Vallo, a ovest di Coggabata.
La Notitia dignitatum non menziona tale forte, che però è citato come «Maia» dalla Cosmografia ravennate e come «Mais» dalla coppa di Rudge e dalla Patera di Staffordshire Moorlands. Si ritiene che il nome del forte fosse Maia, «la più grande», in quanto si tratta del secondo più grande forte sul Vallo; esiste però la possibilità che fosse dedicato alla dea Maia.

## Struttura
Il castrum sorge su di una ripida scogliera marina di 15 m circa, e domina dall'alto tutto il territorio circostante. Il nome moderno, Bowness, significa «promontorio rotondo», e testimonia la vantaggiosa posizione del forte, costruito sul sito dell'ottantesimo castello militare.
Il forte fu originariamente costruito con un bastione in torba e argilla, simile al Vallo in torba che sorgeva nell'area, ma quando il Vallo fu ricostruito in pietra, anche il forte fu rifatto in pietra.
Si ritiene che il forte misurasse 220 m per 130 m, per circa tre ettari; si trattava del secondo forte più grande del Vallo dopo Petriana. Il Vallo proveniva da oriente e si congiungeva al forte in corrispondenza dell'angolo nord-orientale, per proseguire in direzione sconosciuta; secondo alcune testimonianze locali, una grande quantità di pietre furono estratte dalla spiaggia, suggerendo che il Vallo proseguisse fino al livello della bassa marea, come avveniva a Segedunum, all'estremità orientale del Vallo.
Col passare degli anni, il fronte della scogliera è stato eroso, e il muro settentrionale del forte collassò nel mare. Il forte aveva tre porte, a oriente, a occidente e a meridione; non vi era necessità di una porta settentrionale in quanto il muro settentrionale sorgeva in corrispondenza della scogliera.
Un vicus (insediamento civile) sorgeva a meridione del forte, lungo la strada per Kirkbride e fu occupato fino al IV secolo inoltrato.

## Guarnigione
La guarnigione presente nel forte non è nota, ma nel III secolo il suo comandante era un tribuno, e ciò suggerisce che fosse una coorte di fanteria (forse parzialmente montata) di mille uomini, identificata da alcuni con la cohors I Hispanorum.

## Scavi
Gli scavi del 1930 portarono alla luce il bastione meridionale e la porta occidentale; il bastione occidentale fu scoperto grazie a scavi effettuati nel 1967. Ulteriori e più accurati scavi furono effettuati nel 1973, col ritrovamento di tracce del bastione occidentale originale in torba e argilla e di una porta-torre in legno.